# Дом 3 на улице Куйбышева/ Дом 1 на улице Вахтангова
«Дом 3 на улице Куйбышева/ Дом 1 на улице Вахтангова» — памятник истории во Владикавказе, Северная Осетия. Объект культурного наследия России регионального значения. Памятник, связанный с жизнью известных общественных деятелей Северной Осетии. Находится в исторической части города на углу улиц Куйбышева и Вахтангова.
Дом построен в конце XIX века. Согласно владикавказскому краеведу Ф. С. Кирееву в доме находился клуб Общества взаимопомощи приказчиков. В 1920—1925-х годах в здании располагался городской комитет комсомола и комсомольский клуб Владикавказа. С 1925 по 1967 год в доме проживал участник Гражданской войны Верген Вартанович Будагов (Вартан Вартанович Оганесянц).
В 1970-е годы была произведена внутренняя перепланировка, заложен парадный вход со стороны улицы Вахтангова и перестроена галерея.
Здание внесено в реестр охраняемых памятников истории 25 декабря 1984 года Главным управлением охраны, реставрации и использования памятников истории и культуры Министерства истории и культуры СССР.
Описание
Двухэтажный кирпичный жилой дом с каменным фундаментом своим фасадом выходит во двор участка. Двухстворчатые окна первого этажа имеют прямоугольную форму. Двухстворчатые прямоугольные окна второго этажа оформлены кирпичными наличниками и украшены вверху сандриками. По всей длине второго этажа внутренней стороны дома идёт открытая галерея. Северо-восточная часть галереи застеклена. Над входом на второй этаж со стороны улицы Вахтангова находится навес на металлических кронштейнах. В квартиры второго этажа ведёт металлическая лестница с металлическим парапетом. На первом этаже уличного фасада находятся торговые помещения. На углу здания стороны улицы находится балкон на втором этаже.